# Saussurea turgaiensis
Saussurea turgaiensis là một loài thực vật có hoa trong họ Cúc. Loài này được B.Fedtsch. miêu tả khoa học đầu tiên năm 1910.